# Marc van Linden
Marc van Linden (* 9. August 1976 in Alfeld/Leine; bürgerlich Frank-Michael Helmedach) ist ein deutscher Trance-DJ und Musikproduzent.

## Leben
Seinen ersten Resident-Job hatte Marc van Linden bereits im Alter von 16 Jahren, den ersten Plattenvertrag bekam Marc 1996 bei dem Independent-Label Circles, darunter veröffentlichte er, damals noch als FRAMIC, seine erste Single The Dark Side of Light E.P. Danach folgten weitere Singles und Produktionen, die er unter anderem als Nation 4 Nation, Groove Club, R.E.D. S.E.C.T.O.R. und anderen Namen veröffentlichte. 1999 coverte van Linden den Titel The Last Unicorn und wurde dabei gesanglich von Sarah Gray, heute als Sarah Connor bekannt, unterstützt. Die Single erreichte Platz 86 in deutschen Media Control Charts und war bislang die höchste Chartplatzierung, die er erreichte.
Im Jahre 2005 gründete Marc sein erstes eigenes Plattenlabel Midway Records, auf dem eigene Produktionen, sowie andere Künstler veröffentlicht wurden. Bis Ende 2007 war van Linden mit seinem eigenen Studio auf dem ehemaligen EXPO-Gelände ansässig. Beeindruckt vom Können des Hannoveraners buchte Paul van Dyk ihn 2005 auf seiner Vandit Night in Berlin, Wien und London. Auf van Dyks Label Vandit Records veröffentlichte van Linden außerdem einige Remixe sowie eine Single. Im September 2007 brachte er sein erstes eigenes Album My Way auf den Markt und spielte im Rahmen seiner Albumtour in internationalen Clubs, unter anderem in Tokyo, Hongkong, Bangkok, Melbourne, Los Angeles, London und Jakarta. Marc lebt mit seiner Partnerin, dem polnischen Model Ewelina Koll zusammen und pendelt zwischen Deutschland und Polen. 2024 veröffentlichte er zusammen mit Cosmic Baby die Single Loops of Infinity. 2025 veröffentlichte er zusammen mit DJ Motte die offizielle Hymne zur Rave The Planet Parade 2025.

## Diskografie

### Alben
- 2007: My Way

### Singles
- 1999: Another Dimension
- 1999: The Last Unicorn (feat. Sarah Gray)
- 2000: Clubbiemus
- 2001: Motion
- 2002: Sturm der Nacht (Nur für Dich) - Stimme: Madeleine Sanders
- 2002: This Way
- 2003: Did You Hear Me?
- 2003: Do It Right / Strange
- 2003: Sex on the Streets
- 2004: AM 2 PM
- 2005: Forbidden Love
- 2005: The Real Thing (feat. De/Vision)
- 2006: Until Monday
- 2007: Gentle Pleasure
- 2007: London Approved
- 2008: Wackelpeter (feat. Motte)
- 2008: Dark Stripes
- 2009: Kickback (feat. Martin Roth)
- 2010: I like It
- 2011: Gotta Let You Go (feat. Amanda Wilson)
- 2011: Summerbreeze
- 2011: Sky
- 2012: Into the Light (feat. Lyck)
- 2018: Between Us
- 2020: Find a Way (feat. Leroy Moreno & Emma Harrop)
- 2021: Beautiful Together (feat. Leroy Moreno)
- 2021: Memories (feat. Th3 One)
- 2021: Razem (feat. Paul Miller)
- 2021: Dreamworld
- 2021: Fusion
- 2022: Lost In Space
- 2022: Orbit
- 2022: Life Beyond
- 2022: Timeless
- 2022: Emozione
- 2022: Mayla
- 2023: Pentode
- 2023: 1994
- 2023: Haze
- 2023: Beautiful Life (mit Paul van Dyk & Sue McLaren)
- 2023: Euphoria
- 2024: Indicode (mit Talla 2XLC)
- 2024: Loops Of Infinity (mit Cosmic Baby / Harald Blüchel)